# Lambert (cràter)
Lambert és un cràter d'impacte lunar situat a la meitat sud de la conca de la Mare Imbrium. S'hi troba a l'est i una miqueta al sud del cràter lleugerament més gran Timocharis. Al sud apareix el cràter Pytheas més petit, i a certa distància a l'oest-sud-oest s'hi troba Euler.

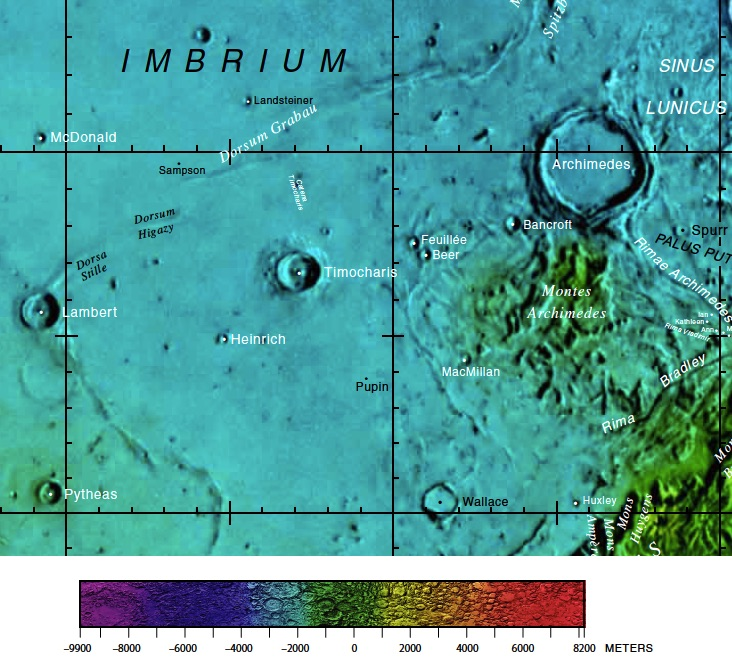
Localització de Lambert (centre de la vora esquerra de la imatge).

El cràter és relativament fàcil de localitzar gràcies a la seva posició aïllada en la mar lunar. Té rampes exteriors, parets interiors terraplenades, i un interior aspre amb una albedo comparable a la del seu entorn. En lloc d'un bec central, posseeix un petit cràter en el punt mitjà del seu interior.
Just al sud de les muralles de Lambert s'hi troba la vora del cràter satèl·lit inundat per la lava Lambert R, pràcticament submergit per la mar. El diàmetre d'aquest cràter palimpsest és major que el del cràter principal, però és difícil de detectar excepte quan el Sol està en un angle molt baix, projectant ombres pronunciades.

## Cràters satèl·lit
Per convenció aquests elements són identificats en els mapes lunars posant la lletra en el costat del punt central del cràter que està més proper a Lambert.
|         | \| Lambert \| Coordenades \| Diàmetre \| \| ------- \| ------------------------------------ \| -------- \| \| A \| 26° 24′ N, 21° 30′ O / 26.4°N,21.5°O \| 4 km \| \| B \| 24° 18′ N, 20° 06′ O / 24.3°N,20.1°O \| 4 km \| \| R \| 23° 54′ N, 20° 36′ O / 23.9°N,20.6°O \| 55 km \| \| T \| 28° 30′ N, 20° 18′ O / 28.5°N,20.3°O \| 3 km \| \| W \| 24° 30′ N, 22° 36′ O / 24.5°N,22.6°O \| 2 km \| |          |
| Lambert | Coordenades | Diàmetre |
| A       | 26° 24′ N, 21° 30′ O / 26.4°N,21.5°O | 4 km     |
| B       | 24° 18′ N, 20° 06′ O / 24.3°N,20.1°O | 4 km     |
| R       | 23° 54′ N, 20° 36′ O / 23.9°N,20.6°O | 55 km    |
| T       | 28° 30′ N, 20° 18′ O / 28.5°N,20.3°O | 3 km     |
| W       | 24° 30′ N, 22° 36′ O / 24.5°N,22.6°O | 2 km     |

### Altres referències
- (WGPSN), IAU Working Group for Planetary System Nomenclature. «Gazetteer of Planetary Nomenclature. 1:1 Million-Scale Maps of the Moon» (en anglès).  UAI / USGS, 13-02-2013. [Consulta: 6 abril 2016].
- Andersson, L. E.; Whitaker, E. A.,. NASA Catalogue of Lunar Nomenclature (en anglès).  NASA RP-1097, 1982.
- Blue, Jennifer. «Gazetteer of Planetary Nomenclature» (en anglès).  USGS, 25-07-2007. [Consulta: 2 gener 2012].
- Bussey, B.; Spudis, P.. The Clementine Atlas of the Moon (en anglès).  Nueva York: Cambridge University Press, 2004. ISBN 0-521-81528-2.
- Cocks, Elijah E.; Cocks, Josiah C.. Who's Who on the Moon: A Biographical Dictionary of Lunar Nomenclature (en anglès).  Tudor Publishers, 1995. ISBN 0-936389-27-3.
- McDowell, Jonathan. «Lunar Nomenclature» (en anglès).   Jonathan's Space Report, 15-07-2007. [Consulta: 2 gener 2012].
- Menzel, D. H.; Minnaert, M.; Levin, B.; Dollfus, A.; Bell, B. «Report on Lunar Nomenclature by The Working Group of Commission 17 of the IAU» (en anglès). Space Science Reviews, 12, 1971, pàg. 136.
- Moore, Patrick. On the Moon (en anglès).  Sterling Publishing Co, 2001. ISBN 0-304-35469-4.
- Price, Fred W. The Moon Observer's Handbook (en anglès).  Cambridge University Press, 1988. ISBN 0521335000.
- Rükl, Antonín. Atlas of the Moon (en anglès).  Kalmbach Books, 1990. ISBN 0-913135-17-8.
- Webb, Rev. T. W.. Celestial Objects for Common Telescopes, 6ª edición revisada (en anglès).  Dover, 1962. ISBN 0-486-20917-2.
- Whitaker, Ewen A. Mapping and Naming the Moon (en anglès).  Cambridge University Press, 2003. 978-0-521-54414-6.
- Wlasuk, Peter T. Observing the Moon (en anglès).  Springer, 2000. ISBN 1-85233-193-3.